# Губертусбург
Губертусбург (нім. Hubertusburg) — мисливський замок у Саксонії, названий на честь святого Губерта — небесного покровителя мисливців.

## Історія
Палац був збудований в 1721 році принцом Фрідріхом-Августом (майбутнім польсько-литовським монархом Августом III), але під час Семирічної війни зазнав руйнування. У відбудованому потім Губертусбургу з 1774 року розміщалася королівська порцелянова фабрика.
З 1834 по 1872 рр. замок служив державною в'язницею (серед в'язнів якої була, зокрема, німецька письменниця Клара фон Глюмер), потім у ньому коштом держави містилися (переважно жіночі) благодійні заклади: для невиліковних душевнохворих, виховні будинки для ідіотів, різні лікарні тощо.

## Підписання договору
Історичну популярність Губертусбург отримав завдяки укладенню тут в 1763 році між Австрією, Пруссією і Саксонією Губертусбургського миру, що ознаменував закінчення Семирічної війни.

## Джерело
- Губертусбург // Энциклопедический словарь Брокгауза и Ефрона: в 86 т. (82 т. и 4 доп.). — СПб., 1890—1907.(рос.)